# Steve Scott
Steve Scott is een Amerikaanse countrysinger-songwriter en -muzikant (akoestische gitaar, e-gitaar, e-bas, mandoline, mandocello, piano, keyboards), producent en acteur.

## Biografie
Scott groeide op als Stephen Joseph Nalewicki (de achternaam van de afwezige wettige echtgenoot van zijn moeder). Zijn moeder Mary Anne werd geboren in Ennis, County Clare, Ierland, waar een groot deel van zijn familie bleef wonen. Zijn biologische vader John Walter Scott woonde in de Ironbound-sectie van Newark (New Jersey). John Scott diende bij de Amerikaanse luchtmacht en was lid van het communicatieteam van NASA voor de eerste bemande suborbitale capsule die om de aarde cirkelde. Steve hoorde een paar jaar voor zijn moeders dood over zijn vader van zijn moeder. Nadat hij zijn vader had ontmoet, besloot hij zijn achternaam Scott aan te nemen in het belang van zijn nageslacht. Scotts zoektocht naar zijn vader wordt verteld in een van zijn meer persoonlijke en sombere countryballads The Heart of a Grown Man. Van moederszijde is Steve rechtstreeks verwant met William Thomas Cosgrave, een Ierse politicus die Michael Collins opvolgde als voorzitter van de voorlopige regering van de Ierse Vrijstaat en Williams zoon Liam Cosgrave die diende als Taoiseach (1973-1977)
Na zijn afstuderen aan de middelbare school in Union (New Jersey), waar hij door zijn bluegrass/deadhead-vrienden de bijnaam Lucius kreeg, ging Scott naar het middelbaar beroepsonderwijs, waar hij theaterkunsten studeerde. Hij werd later toegelaten tot de NYU Tisch School of the Arts (Circle in the Square Studios) in Manhattan, waar hij zijn acteervaardigheden verbeterde. Steve studeerde af aan de University of Arizona (summa cum laude) met een bachelordiploma in geschiedenis/juridische vooropleiding, gevolgd door een hogeschool, van waaruit hij naar de Thomas M. Cooley Law School in Michigan ging.

## Als acteur
Scott speelde in verschillende producties over de hele wereld, van Off-Broadway in New York tot speelfilms in Europa. Als acteur gebruikte Scott de artiestennaam Lorenzo Wilde. In 1995 speelde hij de rol van kapitein Pringle in Soldato Ignoto (onbekende soldaat), een Italiaanse film geregisseerd door Marcello Aliprandi. In 1996 werkte Scott in Celluloide en Daylight. In 1998 speelde hij de rol van luitenant bij de cavalerie in de western Gunslinger's Revenge. In 2017 werd Scott gecast in The Bailout, geregisseerd door Conall Morrison als Timothy Geithner.

## Als muzikant
Scott woonde in zijn geadopteerde geboorteplaats Detroit. Oorspronkelijk was hij de leadgitarist van de pop/rockband The Features, die overal in het tri-state gebied van New York te zien was. Hij verhuisde naar Michigan om rechten te studeren, maar ging uiteindelijk terug naar muziek. In 2012 richtte hij Steve Scott Country op, met enkele van de beste muzikanten uit het grootstedelijk gebied van Detroit. Het americana/country-geluid van Steve Scott Country omvat blues, rock en country. Hij schreef melodieën die klassieke pop/rock-arrangementen en ritmesecties vermengen, met traditionele bluegrass-instrumenten, een geluid dat hij en zijn band Rustbelt Country noemden.

### Shinin' Like You Do
Shinin' Like You Do (2012) is Scotts solodebuut-cd, met invloeden uit traditionele Americana, waaronder een cover van Rocky Top. Het album bevat country-poprock, spirituele gospels, blues en cowboyballads.
Scott's oudere broers zijn beide marineveteranen, die in Vietnam hebben gediend. Toen Scott een kind was, werden hij, zijn moeder en zijn zus getroffen door de Vietnam-ervaring, terwijl zijn beide broers in die oorlog vochten. Have you ever known a soldier? heeft een patriottisch thema en een eenvoudige boodschap aan al diegenen die in het leger hebben gediend: Welkom thuis!

### Those Tears I've Cried
Scotts album Those Tears I've Cried uit 2013 is de winnaar van de Outstanding Country Recording Detroit Music Awards 2014. De single I Think About You won de Detroit Music Awards People's Choice Award 2014. Het album bereikte #11 in de Jambands.com radiohitlijst,#30 in de Roots Music Report Americana Album Chart en #1 in de Roots Music Michigan Chart. Het album combineert country met de ondertoon van rock en blues. In 2014 begon Scott aan een tournee om de cd That Tears I've Cried te promoten bij radiostations in heel Europa.

## Oorzaken
Scott schenkt alle netto-opbrengsten van de verkoop van Have You Ever Known a Soldier? aan organisaties die veteranen en hun families rechtstreeks steunen. Hij heeft gewerkt met drie non-profitorganisaties: Operation Ward 57, Wish for Our Heroes en Until Every Troop Comes Home.

## Discografie
- 2012: Shinin' Like You Do
- 2013: Those Tears I've Cried

## Filmografie
- 1995: Unknown Soldier: Dir. Marcello Aliprandi, Surf Film Productions met Martin Balsam, Andrea Prodan en Angelo Orlando.
- 1996: Daylight: Dir. Rob Cohen, Universal Pictures met Sylvester Stallone en Viggo Mortensen.
- 1996 Celluloide (Rome - Open City): Dir. Carlo Lizzani, Dean Film Productions met Giancarlo Giannini, Christopher Walken en Lina Sastri.
- 1998: Gunslinger's Revenge: Dir. Giovanni Veronesi, Pacific Pictures/Cecchi Gori Production met Harvey Keitel, David Bowie en Leonardo Pieraccioni
- 1999: Excellent Cadavers: Dir. Ricky Tognazzi, HBO Film Production met Chazz Palminteri en Anna Galiena.
- 2017: The Bailout: Dir. Conall Morrison, TV3 (Ireland) en Whitefriar Film Productions